# První pražská autobusová linka

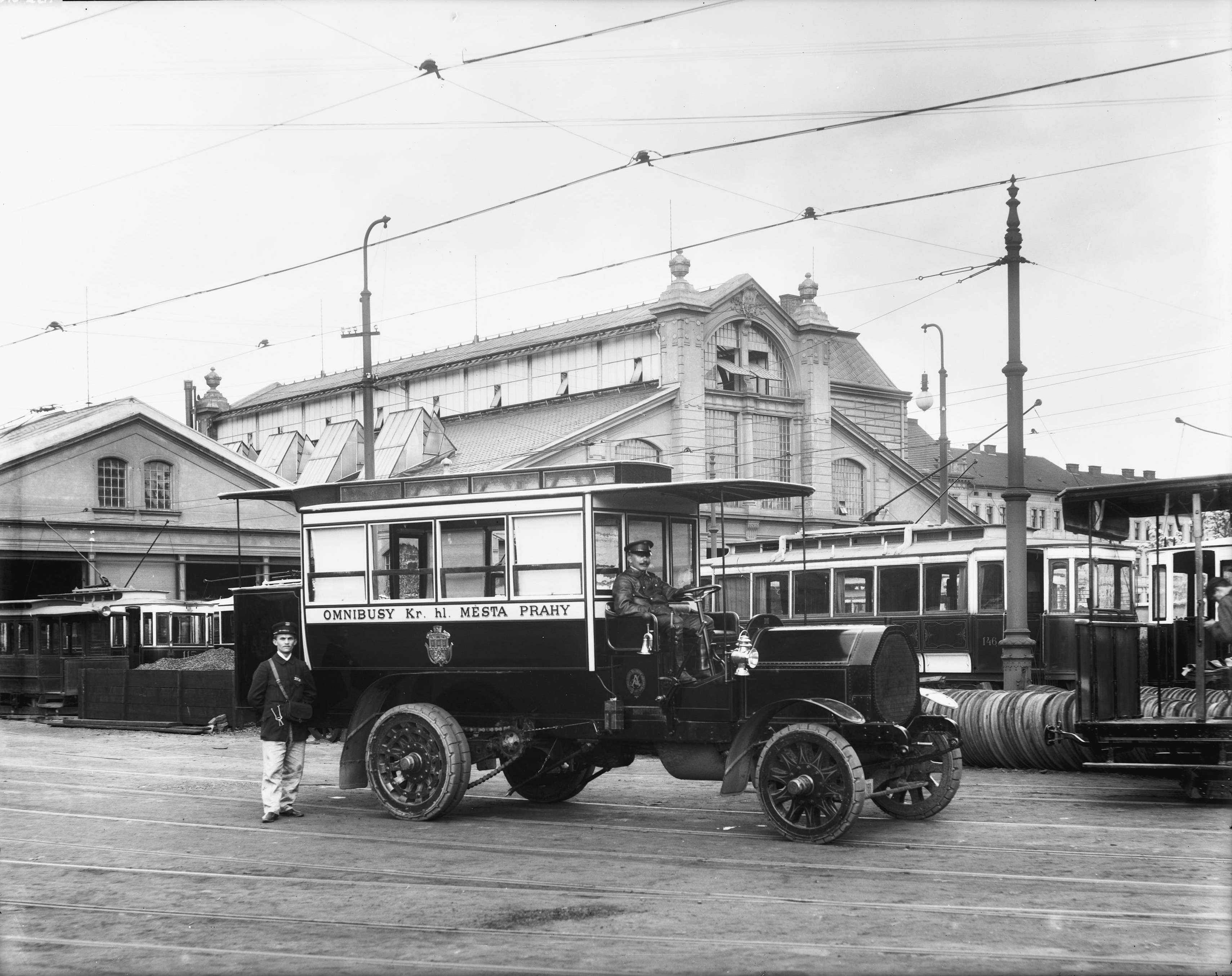
Autobus značky Ariès linky před Vozovnou Centrála

První pražská autobusová linka jezdila od 7. března 1908 do 17. listopadu 1909 v mimořádně náročných sklonových poměrech z Malé Strany na Hradčany, z toho od 1. května 1908 do 31. srpna 1909 nahrazovala i zrušený provoz tramvají na Karlově mostě. Provozovaly ji Elektrické podniky král. hlav. města Prahy a autobusy byly označeny nápisem Omnibusy král. hlav. města Prahy. Někdy je tato linka označována za vůbec první autobusovou linkou v českých zemích – první české poštovní autobusové linky, z Pardubic, zahájily provoz 13. května 1908, avšak již v roce 1907 provozoval soukromník linku z Frýdlantu nad Ostravicí do Horní Čeladné.

## Historie

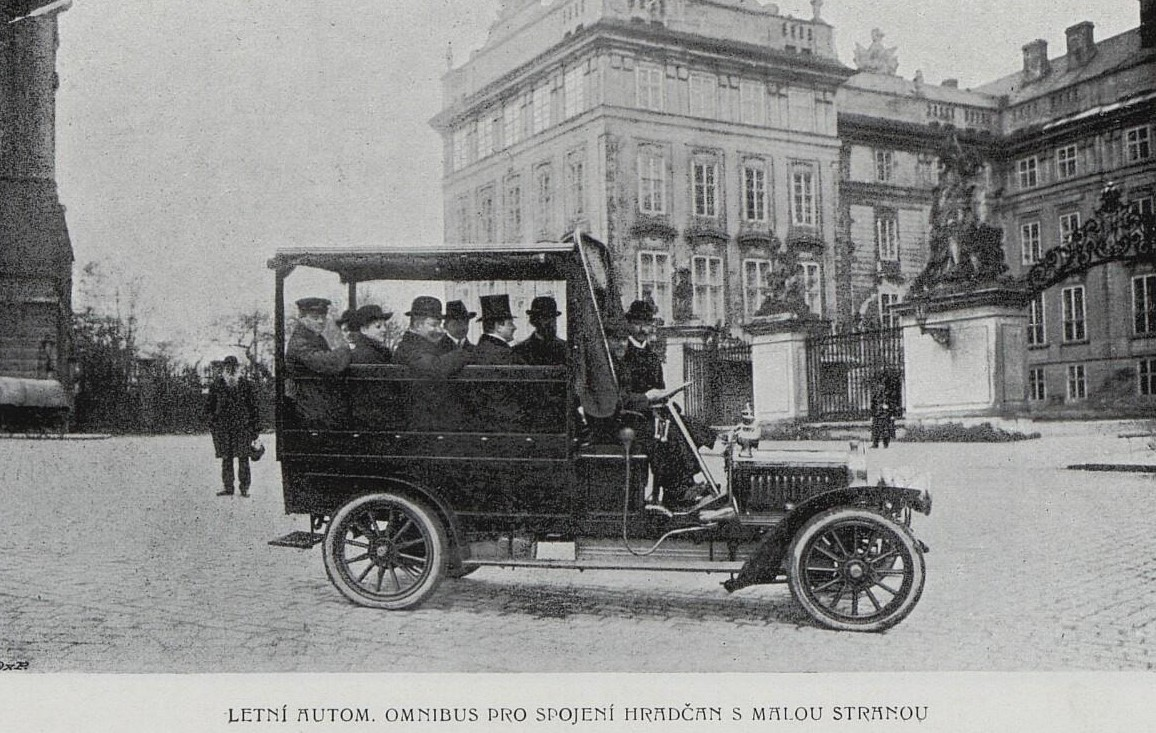
Automobilový omnibus na Hradčanech, 1908

### Předchozí návrhy spojení Malé Strany a Hradčan
Autobusům v Praze předcházely koňmi tažené omnibusy, koněspřežná tramvaj a elektrická tramvaj. Malostranská linka byla zavedena čtyři roky po skončení koněspřežné omnibusové dopravy v Praze, tři roky po dokončení přeměny pražské koněspřežné tramvaje na elektrický provoz.
Dosud nebylo dořešeno dopravní spojení Malé Strany a Hradčan. V roce 1888 navrhl městské radě Adolf rytíř ze Schaecků, c. k. konzul v Ženevě, soustavu čtyř pozemních lanových drah z údolí Vltavy na hradčanský a letenský hřeben. Jedna lanovka měla vést z Thunovské zahrady podél Zámeckých schodů na Hradčanské náměstí, druhá z Klárova (od Bruských kasáren) do Chotkových sadů, třetí v návaznosti na plánovaný parní přívoz od Občanské plovárny na Letnou (do míst dnešní Kramářovy vily) a čtvrtá od mostu císaře Františka Josefa k Letenské restauraci. Realizována byla pouze čtvrtá, letenská lanovka.
Spojení Hradčan s Malou Stranou požadovalo město po Elektrických podnicích od roku 1899. Bylo projednáváno několik různých návrhů tramvajového spojení. Byl vypracován projekt ozubnicové parní tramvaje z Malostranského náměstí Nerudovou ulicí a Úvozem na Pohořelec, se sklonem až 121,6 ‰, ale ministerstvo železnic návrh zamítlo pro nedostatečná bezpečnostní opatření. Ing. R. Kaftan navrhoval mezi kostelem svatého Kajetána a Hradčanským náměstím speciální 97 metrů dlouhou pozemní lanovou dráhu, které by přepravovala tramvajové vozy i s cestujícími. V roce 1906 byl schválen návrh tramvajové trati z Malé Strany alespoň ke kostelu svatého Kajetána. Žádný z mnoha návrhů však nebyl zcela uspokojivý.
Zavedení automobilové vozby na Hradčany nabídl již 25. dubna 1903 Vilém Dewetter a jeho firma Bratří Girardové, avšak při jednání se správní radou EP přestala firma na doplňující dotazy reagovat.

### Zahájení provozu
Elektrické podniky se rozhodly zkušebně zavést v trase mezi Křižovnickým náměstím a Pohořelcem tehdy zcela nový druh dopravy, automobilový omnibus neboli autobus. Již od počátku úvah o autobusové lince se počítalo s využitím autobusů pro provoz přes Karlův most, kde byla tramvajová trať elektrizována atypickým spodním přívodem proudu a technický stav trati a zřejmě i mostu se jevil pro tramvajovou dopravu nepříznivý.
První zkušební jízdy se úspěšně konaly, záměrně za nepříznivého počasí, ve dnech 10., 18. a 23. února 1907 s vozem zapůjčeným od firmy „První český automobilní průmysl a závod importní v Král. Vinohradech“ Ing. Julia Ženíška. Elektrické podniky se snažily získat zkušenosti od dopravních podniků velkých měst v zahraničí i od c. k. ředitelství pošt a telegrafů pro království České, avšak všude byla autobusová doprava nanejvýš v raném pokusném stadiu.
Koncesi k provozování linky z Křižovnického náměstí na Pohořelec udělil městské radě magistrát 27. září 1907. Elektrické podniky objednaly 4 autobusy se závazným datem dodání do 24. prosince 1907, avšak ani jeden ze čtyř dodavatelů termín nedodržel. Provoz s prvními dvěma autobusy byl slavnostně zahájen 7. března 1908 v 8 hodin ráno, avšak kvůli nedodání vozů jen ve zkrácené trase z Malostranského náměstí na Pohořelec. Od 1. května 1908, po dodání třetího autobusu, byla linka z malostranského konce prodloužena až na staroměstské Křižovnické náměstí. Čtvrtý autobus (Ariès) byl dodán až 7. května 1908.

### Problémy a ukončení provozu
Vozy byly velmi poruchové a v některých dnech (například od 30. srpna do 6. září 1909) se nepodařilo vypravit ani jediný autobus. Kvůli technickým závadám docházelo i k nehodám, které jen náhodou neměly tragické následky. 26. května 1908 se přetrhl hnací řetěz autobusu Fiat. Řidič sice autobus zabrzdil, avšak zatímco šel telefonovat do dílen, autobus se samovolně rozjel a narazil do zdi kláštera barnabitek. Dne 20. listopadu 1908 autobus Ariès narazil do opěrné zdi rampy pod Schwarzenberským palácem. Poté projednávala správní rada EP další osud linky a padly návrhy na zkrácení linky do trasy Malostranské náměstí – Karlův most, na využití autobusů ve zcela jiné části Prahy i na úplné zrušení autobusové dopravy. Správní rada EP však nedošla k žádnému závěru, městská rada projednávala návrhy na zastavení provozu 4. prosince 1908 a 10. ledna 1909 a rozhodla o prozatímním pokračování provozu v dosavadním rozsahu ještě asi čtvrt roku, pouze se zrušením stanic nacházejících se v nejprudším svahu, přičemž do budoucna doporučila Elektrickým podnikům uvažovat o autobusovém spojení oklikou po Chotkově silnici. Zrušení autobusové dopravy a návrat koněspřežné tramvaje na Karlův most požadovali majitelé malostranských domů.
Protože jízdou autobusů trpěl most a jeho sochařská výzdoba ještě více než provozem tramvají i kvůli nedostatku funkčních vozů byl od 7. září 1909 (po týdenním úplném přerušení provozu linky z důvodu poruchy všech vozů) provoz v úseku Malostranské náměstí – Křižovnické náměstí zastaven a linka zkrácena do původní trasy. 9. září 1909 jedinému v té době funkčnímu autobusu, vozu Ariès, opatřenému nouzově koly z vozu Laurin & Klement, kvůli oleji vytékajícími do spojky vypadla rychlost a nekontrolovaně sjel asi o 50 kroků zpět. 17. listopadu 1909 po 11. hodině došlo k další vážné nehodě – autobusu s poznávací značkou 167 (německý vůz z Gaggenau) při jízdě Nerudovou ulicí dolů u Stoklasů praskl jeden hnací řetěz a vůz se nekontrolovaně rozjel. Řidiči Josefu Vaiglovi se podařilo brzděním koly o obrubníky alespoň udržet stálou rychlost a zastavit asi 50 metrů pod Thunovským palácem. Během této jízdy nedošlo k žádné škodě ani srážce. Po této nehodě byl provoz celé linky okamžitě zastaven a následujícího dne správní rada EP rozhodla o trvalém zrušení provozu. Na základě této zkušenosti odmítla i všechny požadavky na zavedení autobusové dopravy v jiných blízkých i vzdálených lokalitách a rozhodla o přebudování všech čtyř vozidel na jiné účely.

### Další vývoj
30. ledna 1910 byla zprovozněna tramvajová trať z Klárova Chotkovou silnicí nad Pražský hrad a 22. prosince 1911 byla prodloužena přes hradčanský Nový Svět okrajem Hradčanského náměstí na Pohořelec.
Historicky druhou autobusovou linkou na území dnešní Prahy byla linka mělnického podnikatele Františka Černého z Josefského náměstí (dnešního náměsí Republiky) přes Karlín, Kobylisy, Bohnice, Chabry a Ďáblice směrem na Mělník. Koncese byla vydána 19. dubna 1912 a dopravu zastavila první světová válka v roce 1914.
Pokud o zavedení dvou diagonálních městských autobusových linek Autodopravní akciové společnosti je datován rokem 1920, roku 1924 tato společnost provozovala linku do Záběhlic, kterou od června 1925 nahradila první autobusová linka nové éry Elektrických podniků.
16. října 2009 měla být zavedena v oblasti Malé Strany pod číslem 292 třetí pražská midibusová linka, z Malostranského náměstí ulicemi Tržiště a Vlašská k Nemocnici pod Petřínem. Výběrového řízení se zúčastnili dva dopravci, Veolia Transport Praha a Dopravní podnik hl. m. Prahy. Vítězný dopravce však neobdržel včas od italského výrobce přislíbený elektrobus, a proto měl zahájit dopravu s naftovým midibusem Ikarus E91. Ještě před plánovaným zahájením provozu však z webu Dopravního podniku hl. m. Prahy informace o nové lince zmizela, provoz byl pak zahájen až 13. ledna 2010 s elektrobusem BredaMenarinibus Zeus. Kvůli americkému a německému velvyslanectví platí na lince speciální bezpečnostní opatření (zaplombovaný motor, bezpečnostní prověrka řidičů, kontrola autobusu při každém vjezdu do ulice) a v oblasti Tržiště nemá linka zastávky.

## Provozní a technické parametry

### Trasa
Linka byla vedena z Malostranského náměstí dnešními ulicemi Nerudova, Ke Hradu, Hradčanské náměstí, Loretánská a Pohořelec. Délka linky z Malostranského náměstí na Pohořelec byla 1600 metrů, po prodloužení o úsek z Křižovnického náměstí přes Karlův most a Mosteckou ulicí na Malostranské náměstí dosáhla délka linky 2268 metrů. Podle některých zdrojů stanice nebyly pojmenované a místa zastavování byla určena jen obecnými popisy, podle jiného zdroje týchž autorů byly názvy stanic určeny již koncesí z roku 1907.
Umístění stanic:
- Malostranské náměstí (na Malostranském náměstí, u domu č. p. III-271)
- Zámecká ulice
- Kostel sv. Kajetána (koncem roku 1908 z bezpečnostních důvodů zrušena)
- Rampa (před počátkem rampy)
- Královský hrad (na Hradčanském náměstí před vchodem do Hradu) (koncem roku 1908 z bezpečnostních důvodů zrušena)
- Toskánský palác
- Loretánská (zastávka uvedená v koncesi zřejmě vůbec nebyla zřízena)[4]
- Loretánské náměstí[4] (v jiném zdroji neuvedena[1])
- Úvoz[4] (na počátku Pohořelce[1])
- Pohořelec, též označována Hradčany (před zeměbraneckými kasárnami na Pohořelci)

### Vozidla
K podání nabídky na dodávku autobusů bylo vyzváno 37 firem, ale reagovalo jich jen 19.

Autobusy byly celkem čtyři, každý od jiného výrobce:
- Süddeutsche Automobilfabrik G. M. B. H. Gaggenau (zastupoval Ing. Julius Ženíšek, který předtím zapůjčil vůz pro zkušební jízdy) (poznávací značka vozu 167)
- Laurin & Klement, a. s. Továrna automobilů v Mladé Boleslavi
- Automobiles Ariès, Paris.
- Fiat – Fabrica Italiana Automobili, Torino (poznávací značka N 165)

Byly čtyřkolové, s plnými pryžovými obručemi, se čtyřválcovými motory o výkonu 32 až 40 koní (23 až 30 kW). Výkon byl na zadní kola přenášen řetězovým převodem. Byly označeny nápisem Omnibusy král. hlav. města Prahy, jinak neměla linka žádné označení. Kapacita vozu byla 12 až 15 cestujících. Elektrické podniky vyžadovaly šestiměsíční záruku a určily dodací lhůtu do 24. prosince 1907. Ani jedna z firem termín nedodržela, Laurin & Klement a Fiat dodaly vozy až v polovině února 1908, firmě Ariès hrozily Elektrické podniky kvůli zpoždění dodávky upuštěním od objednávky – její autobus byl dodán jako poslední až 7. května 1908. Vozy byly velmi poruchové, nejméně poruch vykazoval český vůz Laurin & Klement.
Po zrušení linky se o zavedení autobusové dopravy ucházelo množství blízkých i vzdálenějších obcí, avšak Elektrické podniky již nechtěly špatnou zkušenost opakovat. Autobusy Laurin & Klement a Fiat byly přebudovány na první montážní vozy (automobilní lešení) pro stavbu a údržbu vrchního trakčního vedení tramvajových drah, autobusy Gaggenau a Ariès byly nabídnuty pro přestavbu na hasičské automobily. Za první světové války byly pravděpodobně oba vozy Elektrických podniků zabaveny pro válečnou potřebu, vůz Laurin & Klement byl v roce 1915 Elektrickým podnikům vrácen, v roce 1924 přestavěn na nákladní vůz a v roce 1929 vyřazen.

### Remíza
V květnu 1908 byl městskou radou schválen návrh na vybudování dřevěné remízy na Hradčanech pro garážování a údržbu autobusů. Pravděpodobně však nebyla nikdy postavena a údržba se po celou dobu prováděla v tramvajové vozovně v Centrále Holešovice.

### Provoz
Linka jezdila denně od 6 do 22 hodin, zpočátku na ní jezdily 2 vozy v intervalu 15 minut. Provoz linky byl po celou dobu ztrátový. Celkem bylo podle výkazů přepraveno 308 037 cestujících a při nepřestupném jízdném 20 haléřů (děti do 10 let 12 haléřů) činila ztráta včetně úroků a odpisů 97 379,02 K. Investiční náklady (převážně jen na pořízení čtyř vozidel) činily 96 600 K a byly hrazeny z peněz, které byly původně určeny na plánovanou tramvajovou trať ke sv. Kajetánu.
Správní rada EP před zahájením provozu hledala inzerátem 8 chaufferů (šoférů) a 5 průvodčích.